# Psychofreak
"Psychofreak" (estilizada em letras minúsculas) é uma canção da cantora cubana-mexicana Camila Cabello, gravada para seu terceiro álbum de estúdio, Familia (2022). Conta com participação da cantora norte-americana Willow. Foi lançado pela Epic Records como o terceiro single de Familia em 8 de abril de 2022, ao lado do álbum.

## Antecedentes
Enquanto gravava "Psychofreak", Cabello tinha sentimentos de vulnerabilidade e constrangimento. Ela se sentiu "muito ansiosa" no estúdio e improvisou uma letra. Quando ela terminou de gravar a faixa, ela se sentiu "terrível e envergonhada", mas mais tarde afirmou que era uma de suas favoritas. A canção é baseada na ansiedade da cantora e na luta de tentar estar presente, apesar de se sentir paranoica ou insegura.

## Composição
"Psychofreak" é uma canção downtempo de trip hop e dark pop que foi composta no tom de Si bemol maior com um ritmo de 90 batidas por minuto. Em uma entrevista à Reuters em 8 de abril de 2022, no mesmo dia em que a canção e o álbum foram lançados, Cabello confirmou que uma linha da canção era sobre ela deixar o grupo feminino norte-americano Fifth Harmony ("Eu não culpo as garotas por como desceu"), acrescentando que "essa canção é basicamente sobre ansiedade e todas as coisas diferentes que compuseram minha jornada com a ansiedade e começar muito jovem na indústria". Nick Levine, da NME, sentiu que a canção "limitada às paradas" "prova que ainda é possível escrever uma canção inteligente e original sobre saúde mental em 2022". O "gancho vocal arejado" foi comparado ao single da cantora e compositora norte-americana Suzanne Vega, "Tom's Diner", de seu segundo álbum de estúdio, Solitude Standing (1987). Ele vê Cabello cantando sobre dissociação usando sátira: "Às vezes eu não confio no que sinto / No meu Instagram falando sobre 'estou curada'".

## Videoclipe
O videoclipe de "Psychofreak" dirigido por Charlotte Rutherford foi lançado em 8 de abril de 2022.

## Apresentações ao vivo
"Psychofreak" recebeu sua primeira apresentação no show Familia: Welcome to the Family do TikTok em 7 de abril de 2022, juntamente com apresentações do restante das canções do álbum. A canção foi apresentada por Cabello e Willow juntas pela primeira vez no Saturday Night Live em 9 de abril de 2022, onde Cabello foi a convidada musical. Ela cantou a canção no The Today Show em 12 de abril de 2022 como parte de sua Citi Concert Series.

## Desempenho nas tabelas musicais

### Tabelas semanais
| Tabela musical (2022)              | Melhor posição |
| ---------------------------------- | -------------- |
| Canadá (Canadian Hot 100)          | 41             |
| Estados Unidos (Billboard Hot 100) | 75             |
| Mundo (Billboard Global 200)       | 50             |
| Irlanda (IRMA)                     | 49             |
| Nova Zelândia (Hot Singles Chart)  | 5              |
| Portugal (AFP)                     | 107            |
| Reino Unido (UK Singles Chart)     | 73             |
| Suécia (Sverigetopplistan)         | 85             |